# Vilpoñi
El Vipoñi (del mapudungun filu "culebra" y poñi "papa"), también conocido como Vilpoñe, es un animal fantástico presente en la mitología chilota.

## Descripción
Este extraño animal sería un reptil que presentaría una apariencia similar a una gran y larga lagartija.

## Leyenda
Según la leyenda, se dice que habitaría en la zona de Chiloé. Sería un animal muy escurridizo y difícil de encontrar, ya que tiene hábitos norturnos, y durante el día se ocultaría en los galpones o graneros donde se guarda parte de las cosechas. El Vilpoñi solo despierta cuando tiene hambre y sale a alimentarse de pequeños animales (especialmente roedores), y si esta domesticado, también de plantas de papas, al igual que el mítico Lluhay. Por ello, cuando la temporada de cosechas termina y no abunda el alimento, este animal entra en hibernación, para solo despertar en la próxima temporada de las cosechas de las papas.
Debido a sus cualidades, se dice que los brujos de Chiloé, los utilizarían como un exterminador mágico de ratones, arañas y otros animales dañinos que abundan en galpones o graneros. Sin embargo, también el brujo los atraparía y domesticaría, con el fin de llevar a cabo prácticas de extorsión; con los cuales amenazaría a los agricultores, para así obligarlos a que le paguen dinero por la protección de las cosechas de papas. Esta protección sería la exterminación de plagas que realizaría el Vilpoñi, pero si el agricultor se niega a pagarle esta protección, al caer la noche el brujo le ordenaría al Vilpoñi que se alimente de los tiernos tallos de las siembras de papas; para provocar un daño severo a las cosechas. Igualmente se dice que algunos agricultores le pagarían al brujo, para que este utilice a su Vilpoñi para dañar a otros agricultores.